# 北海高等學校
北海高等学校是位於日本北海道札幌市的私立高等學校。

## 歷史
前身為大津和多理於1885年為推展中等教育所創立的「北海英語學校」，最初主要作為想考入札幌農學校學生的預備學校。
1901年成為舊制中學校後更名為「私立北海中學校」，為北海道最早成立的私立中學校，1920年再更名為「北海中學校」，1948年配合日本的學制改革更名為「北海高等學校」。
過去自創校以來原本都是僅收男性學生，直到1999年才開始招收女性學生。